# Liste des compagnies aériennes au Sri Lanka
Voici une liste des compagnies aériennes opérant actuellement au Sri Lanka.

## Compagnies aériennes régulières
| Compagnie aérienne | Image | IATA | OACI | Indicatif d'appel | Depuis | Aéroport (s) Hub                                              | Remarques                            |
| ------------------ | ----- | ---- | ---- | ----------------- | ------ | ------------------------------------------------------------- | ------------------------------------ |
| SriLankan Airlines |       | UL   | ALK  | SRILANKAN         | 1979   | Aéroport international de Bandaranaike                        | anciennement Air Lanka et Air Ceylon |
| Cinnamon Air       |       | C7   | CIN  | CINNAMON          | 2012   | Aéroport international de Bandaranaike                        |                                      |
| Helitours          |       |      | -    | -                 | 1972   | Aéroport de Ratmalana                                         |                                      |
| FitsAir            |       | 8D   | EXV  | FITSAIR           | 1997   | Aéroport international de Bandaranaike, aéroport de Ratmalana | anciennement ExpoAIr                 |

## Compagnies aériennes charter
| Compagnie aérienne  | Image | IATA | OACI | Indicatif d'appel | Depuis | Aéroport (s) Hub                                              | Remarques                          |
| ------------------- | ----- | ---- | ---- | ----------------- | ------ | ------------------------------------------------------------- | ---------------------------------- |
| Air Senok           |       |      | MVS  | AIR SENOK         | 2011   | Aéroport international de Bandaranaike, aéroport de Ratmalana |                                    |
| Daya Aviation       |       | 4R   | DAY  | DAYA              | 2004   | Aéroport international de Bandaranaike, aéroport de Ratmalana |                                    |
| Millennium Airlines |       |      | DLK  | DEKKANLANKA       | 2004   | Aéroport international de Bandaranaike, aéroport de Ratmalana | anciennement Deccan Aviation Lanka |
| Serendib Airways    |       |      | SA   | Serendib Airways  | 2018   | Aéroport international de Bandaranaike, aéroport de Ratmalana |                                    |
| Flysouthern         |       | FS   |      |                   |        | Aéroport international de Batticaloa, aéroport de Ratmalana   |                                    |

## Compagnies aériennes cargo
| Compagnie aérienne | Image | IATA | OACI | Indicatif d'appel | Depuis | Aéroport (s) Hub                                              | Remarques                               |
| ------------------ | ----- | ---- | ---- | ----------------- | ------ | ------------------------------------------------------------- | --------------------------------------- |
| Cosmos Aviation    |       | QL   | RLN  | AERO LANKA        | 2002   | Aéroport international de Bandaranaike, aéroport de Ratmalana | anciennement Aero Lanka et Lankan Cargo |
| FitsAir            |       | 8D   | EXV  | EXPO AVIATION     | 1997   | Aéroport international de Bandaranaike, aéroport de Ratmalana | anciennement ExpoAir                    |

## Voir également
- Liste des compagnies aériennes
- Liste des anciennes compagnies aériennes du Sri Lanka
- Liste des anciennes compagnies aériennes d'Asie
- Liste des compagnies aériennes en Asie
- Compagnies aériennes interdites d'exploitation dans l'Union européenne
- Liste des compagnies aériennes disparues en Asie
- Liste des compagnies aériennes en Europe